# Marc Navarro
Marc Navarro Ceciliano (Barcellona, 2 luglio 1995) è un calciatore spagnolo, difensore dell'Arka Gdynia.

## Carriera
Dopo essere cresciuto nei settori giovanili di Barcellona ed Espanyol, ha esordito con la prima squadra dei Blanquiazules il 21 gennaio 2017, nella partita vinta per 3-1 contro il Granada, giocando da titolare e segnando la seconda rete del match, diventando così il primo giocatore uscito dalla cantera a segnare al debutto dai tempi di Raúl Tamudo, nel 1997. Il 30 gennaio rinnova fino al 2021, con una clausola rescissoria di 25 milioni di euro.
Il 15 giugno 2018 viene acquistato, per due milioni di euro, dal Watford, con cui firma un quinquennale. Dopo aver collezionato soltanto cinque presenze con gli Hornets, il 24 luglio 2019 passa in prestito al Leganés.
Il 31 agosto 2021 si svincola dal club inglese.

## Statistiche

### Presenze e reti nei club
Statistiche aggiornate al 6 ottobre 2020.
| Stagione        | Squadra         | Campionato      | Campionato | Campionato | Coppe nazionali | Coppe nazionali | Coppe nazionali | Coppe continentali | Coppe continentali | Coppe continentali | Altre coppe | Altre coppe | Altre coppe | Totale | Totale |
| Stagione        | Squadra         | Comp            | Pres       | Reti       | Comp            | Pres            | Reti            | Comp               | Pres               | Reti               | Comp        | Pres        | Reti        | Pres   | Reti   |
| --------------- | --------------- | --------------- | ---------- | ---------- | --------------- | --------------- | --------------- | ------------------ | ------------------ | ------------------ | ----------- | ----------- | ----------- | ------ | ------ |
| 2016-2017       | Espanyol        | PD              | 12         | 2          | CR              | 0               | 0               | -                  | -                  | -                  | -           | -           | -           | 12     | 2      |
| 2017-2018       | Espanyol        | PD              | 19         | 1          | CR              | 5               | 0               | -                  | -                  | -                  | -           | -           | -           | 24     | 1      |
| Totale Espanyol | Totale Espanyol | Totale Espanyol | 31         | 3          |                 | 5               | 0               |                    | -                  | -                  |             | -           | -           | 36     | 3      |
| 2018-2019       | Watford         | PL              | 2          | 0          | FACup+CdL       | 1+2             | 0               | -                  | -                  | -                  | -           | -           | -           | 5      | 0      |
| 2019-2020       | Leganés         | PD              | 4          | 0          | CR              | 2               | 0               | -                  | -                  | -                  | -           | -           | -           | 6      | 0      |
| 2020-2021       | Watford         | FLC             | 1          | 0          | FACup+CdL       | -               | -               | -                  | -                  | -                  | -           | -           | -           | 1      | 0      |
| Totale carriera | Totale carriera | Totale carriera | 38         | 3          |                 | 10              | 0               |                    | -                  | -                  |             | -           | -           | 48     | 3      |

## Palmarès

### Club

#### Competizioni nazionali
- Campionato polacco di seconda divisione: 1

Arka Gdynia: 2024-2025